# Prêtre ritualiste
Dans la hiérarchie du clergé de l'Égypte antique, on trouve les prêtres ritualistes (ḫr(y).w-ḥb.t).
Littéralement, ce sont « ceux qui sont sous le rituel », chargés de lire les glorifications lors des cérémonies funéraires.
Setka, fils aîné et prince héritier du pharaon Djédefrê, commandant du palais, est prêtre ritualiste de son père.